# Torre de Isla Canela
La torre de Isla Canela es una antigua fortificación situada en el municipio español de Ayamonte, en la provincia de Huelva. Se encuentra ubicada en la Isla Canela, junto a la carretera que une el casco urbano de Ayamonte con la barriada de Punta del Moral. Pese a su buen estado de conservación, en 2009 se realizó una intervención en el monumento para consolidar su estructura y rehabilitar el edificio. Es Bien de Interés Cultural, con categoría de Monumento.

## Descripción
Se trata de una torre circular erigida en la Edad Moderna para la defensa del territorio. Es una típica construcción con una única entrada y escalera de madera hasta la parte superior, donde se emplaza una pequeña construcción defensiva desde donde se oteaba el horizonte y se avisaba de posibles incursiones piratas en la costa, o invasiones.
Siguiendo el tipo de sistema constructivo, está catalogada como una torre artillada de gran tamaño, que cuenta con una doble cámara en su interior. El acceso se realiza mediante una puerta elevada sobre el plinto, a través de un pasillo que lo conecta con la cámara interior, separada de la otra cámara por una cúpula. Además, encontramos grabados sobre la fauna marina en su interior.
El proceso natural de colmatación de la desembocadura del Guadiana, alejaría a la torre de la línea de costa, perdiendo totalmente su funcionalidad.

## Historia
Se trata de una torre, conocida como las de almenara, construidas entre los siglos XVI y XVII para la defensa del territorio costero, frente a los ataques de los corsarios y de otros estados europeos que se encontraban en guerra contra la Monarquía Hispánica, como Inglaterra. Asimismo, la Torre de Isla Canela se articula como parte de la defensa de Ayamonte, siendo uno de los múltiples elementos fortificados de la villa, junto con el Castillo de Ayamonte, el Baluarte de las Angustias o el Baluarte de Buscarruidos, entre otros. 
La costa atlántica sur de la Corona de Castilla, desde Gibraltar hasta la frontera con el Reino de Portugal, era una zona pobre y poco poblada, que a diferencia de la costa del Levante, ésta no contaba con fortificaciones medievales, sino con castillos urbanos, como el de Huelva o el de Ayamonte, y los habitantes de la zona, estaban expuestos constantemente a saqueos e invasiones. 
Esta torre formaba parte del sistema defensivo de torres proyectado desde Gibraltar hasta Ayamonte, cuyo plan fue ordenado por mandato del rey Felipe II, y encomendado primero a Francés de Álava, y posteriormente a Luis Bravo de Lagunas. Dichas torres se construyeron entre 1585 y 1608.

## Catalogación
Está declarada como "Monumento", en la Base de Datos de Patrimonio Inmueble de Andalucía (BDI) con el código 210100003, descrita como torre vigía.